# Cuffies
Cuffies település Franciaországban, Aisne megyében. Lakosainak száma 1760 fő (2022. január 1.). Cuffies Chavigny, Crouy, Leury, Pasly és Soissons községekkel határos.

## Népesség
A település népességének változása:
| Lakosok száma | 1598 | 1279 | 1320 | 1698 | 1739 | 1832 | 1789 | 1805 | 1797 | 1760 |
|               | 1968 | 1982 | 1990 | 2006 | 2011 | 2016 | 2017 | 2019 | 2020 | 2022 |